# Mientras no cueste trabajo
Mientras no cueste trabajo es el tercer álbum de estudio del cantante de pop/rock /flamenco y balada español, Melendi.
El disco incluye la canción Arriba Extremoduro, la cual es un homenaje a este grupo extremeño y, aunque no es una versión propiamente dicha, incluye fragmentos de la canción La vereda de la puerta de atrás y ha sido producido por Kike Eizaguirre.
En 2007 se reeditó el disco llamado Mientras no cueste más trabajo con cuatro canciones nuevas (Firmes, El rey de la baraja, La aceituna y Me gusta el fútbol).

## Lista de canciones del álbum
| N.º | Título                                          | Duración |  |
| 1.  | «Kisiera yo saber»                              | 3:33     |  |
| 2.  | «Por amarte tanto»                              | 3:17     |  |
| 3.  | «Calle la pantomima»                            | 3:09     |  |
| 4.  | «Mientras no cueste trabajo»                    | 2:52     |  |
| 5.  | «Quiero ser feliz»                              | 3:40     |  |
| 6.  | «Andadas»                                       | 3:47     |  |
| 7.  | «Volantes pa' la falda mi gitana»               | 3:33     |  |
| 8.  | «Mesías de Vallecas»                            | 4:03     |  |
| 9.  | «Porque tú no eres un coche»                    | 3:42     |  |
| 10. | «Loco»                                          | 3:32     |  |
| 11. | «Echarte a suertes»                             | 3:12     |  |
| 12. | «Arriba Extremoduro»                            | 3:12     |  |
| 13. | «El tiempo que gasto» (Tema extra de Reedición) | 3:44     |  |
| 14. | «De bar en peor» (Tema extra de Reedición)      | 3:29     |  |
| 15. | «Zoociedad» (Tema extra de Reedición)           | 2:58     |  |
| 16. | «Gangs of London» (Tema extra de Reedición)     | 3:08     |  |

| Mientras no cueste más trabajo |                       |          |  |
| N.º                            | Título                | Duración |  |
| 17.                            | «Firmes»              | 3:50     |  |
| 18.                            | «El rey de la baraja» | 2:59     |  |
| 19.                            | «La aceituna»         | 3:59     |  |
| 20.                            | «Me gusta el fútbol»  | 2:31     |  |